# أثلتيك بلباو ب
نادي أتلتيك بيلباو ب هو نادي كرة قدم من مدينة بيلباو بإسبانيا. يلعب في الدرجة الثانية. تأسس في عام 1964.

## وصلات خارجية
- موقع النادي الرسمي